# Lauren Bell
Lauren Bell (Forres, 26 de octubre de 1999) es una deportista británica que compite en ciclismo en la modalidad de pista.
Ganó dos medallas en el Campeonato Mundial de Ciclismo en Pista, en los años 2022 y 2023, y dos medallas de plata en el Campeonato Europeo de Ciclismo en Pista, en los años 2023 y 2025.

## Medallero internacional
| Campeonato Mundial | Campeonato Mundial       | Campeonato Mundial | Campeonato Mundial    |
| Año                | Lugar                    | Medalla            | Competición           |
| ------------------ | ------------------------ | ------------------ | --------------------- |
| 2022               | Saint-Quentin (Francia)  | Medalla de bronce  | Velocidad por equipos |
| 2023               | Glasgow (Reino Unido)    | Medalla de plata   | Velocidad por equipos |
| Campeonato Europeo |                          |                    |                       |
| Año                | Lugar                    | Medalla            | Competición           |
| 2023               | Grenchen (Suiza)         | Medalla de plata   | Velocidad por equipos |
| 2025               | Heusden-Zolder (Bélgica) | Medalla de plata   | Velocidad por equipos |